# هوريا (كونستانتسا)
هوريا هي بلدة تقع في مقاطعة كونستانتسا في رومانيا.

## السكان
حسب إحصائيات 2002 بلغ عدد سكان القرية 762 نسمة.